# Lola Doillon
Lola Doillon (Charenton-le-Pont, 9 de enero de 1975) es una directora de cine, actriz y guionista francesa.

## Biografía
Doillon es hija del director Jacques Doillon y de la editora Noëlle Boisson. Está casada con el director Cédric Klapisch. La pareja tiene un hijo, Émile, nacido en 2007.

## Filmografía
| Año  | Título                                                   | Rol       | Rol       | Rol  | Notas                   |
| Año  | Título                                                   | Directora | Guionista | Otro | Notas                   |
| ---- | -------------------------------------------------------- | --------- | --------- | ---- | ----------------------- |
| 1979 | The Crying Woman                                         |           |           | Sí   | Actriz                  |
| 1983 | Monsieur Abel                                            |           |           | Sí   | Telefilme, actriz       |
| 1994 | 3000 scénarios contre un virus                           |           |           | Sí   | Actriz                  |
| 1994 | Du fond du cœur                                          |           |           | Sí   | Fotógrafa               |
| 1995 | Noir comme le souvenir                                   |           |           | Sí   | Editora                 |
| 1996 | Le Vide dedans moi                                       | Sí        | Sí        | Sí   | Corto, editora y actriz |
| 1996 | Tout va mal                                              |           |           | Sí   | Corto, fotógrafa        |
| 1996 | Mieux vaut s'en aller la tête basse que les pieds devant |           |           | Sí   | Corto, fotógrafa        |
| 1996 | Ponette                                                  |           |           | Sí   | Directora de casting    |
| 1998 | Jacques Doillon - Les mots, l'émotion                    |           |           | Sí   | Documental, fotógrafa   |
| 1999 | Petits Frères                                            |           |           | Sí   | Asistente de dirección  |
| 1999 | La Fatigue                                               |           |           | Sí   | Corto, actriz           |
| 2001 | Carrément à l'Ouest                                      |           |           | Sí   | Asistente de dirección  |
| 2003 | Not For, or Against (Quite the Contrary)                 |           |           | Sí   | Asistente de dirección  |
| 2005 | Une majorette peut en cacher une autre                   | Sí        | Sí        |      | Corto                   |
| 2005 | L'Habit ne fait pas la majorette                         | Sí        | Sí        | Sí   | Corto                   |
| 2005 | Faire contre mauvaise fortune, bonne majorette           | Sí        | Sí        |      | Corto                   |
| 2006 | 2 filles                                                 | Sí        | Sí        |      | Corto                   |
| 2007 | Et toi, t'es sur qui ?                                   | Sí        | Sí        |      |                         |
| 2008 | X Femmes                                                 | Sí        | Sí        |      | Serie de TV             |
| 2010 | In Your Hands                                            | Sí        | Sí        |      |                         |
| 2015 | Dix pour cent                                            | Sí        |           |      | Serie de TV             |
| 2016 | Fanny's Journey                                          | Sí        | Sí        |      |                         |